# Instrumenty transponujące
Instrumenty transponujące – instrumenty, których zapis nutowy nie jest taki sam jak ich realnie brzmiący dźwięk. Zjawisko to dotyczy zwłaszcza instrumentów dętych i wynika bezpośrednio z budowy i tym samym sposobu działania instrumentu: możliwe do uzyskania z niego ton podstawowy oraz alikwoty pokrywają się z inną niż C-dur gamą muzyczną, przez co w odniesieniu do instrumentów nietransponujących, gdzie budowa pozwala na łatwe uzyskanie wszystkich gam koła kwintowego (np. fortepianu czy organów) należy wziąć na to poprawkę. 
Dla przykładu klarnet wydaje szereg tonów harmonicznych odpowiadających gamie B-dur, zatem zagranie C na klarnecie będzie odpowiadać dźwiękowi B (w brzmieniu). To stwierdzenie jest prawdziwe dla innych instrumentów o stroju B jak np. trąbki. Z kolei grając dźwięk C na instrumentach o stroju F, (np. waltornia, rożek angielski), usłyszymy dźwięk F.
Przykłady takich instrumentów to: klarnet, trąbka, waltornia, saksofon, sakshorn, rożek angielski, a instrumentów nietransponujących: fortepian, skrzypce, obój (choć niektóre jego odmiany transponują).